# Перо (Милано)
Перо (итал. Pero) је насеље у Италији у округу Милано, региону Ломбардија.
Према процени из 2011. у насељу је живело 9626 становника. Насеље се налази на надморској висини од 143 м.

## Становништво
Према резултатима пописа становништва 2011. у општини је живело 10.291 становника.
| 1931. | 1936. | 1951. | 1961. | 1971.  | 1981.  | 1991.  | 2001.  | 2011.  |
| ----- | ----- | ----- | ----- | ------ | ------ | ------ | ------ | ------ |
| 2.002 | 2.107 | 2.614 | 6.370 | 10.030 | 10.781 | 10.667 | 10.373 | 10.291 |

## Партнерски градови
- Фускалдо